# مالی ایرگیز
مالی ایرگیز (انگلیسی: Maly Irgiz) یک رودخانه در استان ساراتوف کشور روسیه است.